# Джано-Ветусто
Джано-Ветусто (итал. Giano Vetusto) — коммуна в Италии, располагается в регионе Кампания, в провинции Казерта.
Население составляет 652 человека (2008 г.), плотность населения составляет 59 чел./км². Занимает площадь 11 км². Почтовый индекс — 81040. Телефонный код — 0823.
Покровителем населённого пункта считается святой San Pietro.

## Демография
Динамика населения:

## Администрация коммуны
- Официальный сайт: http://www.comune.gianovetusto.ce.it